# 闾丘姓
閭丘姓為漢字複姓，在《百家姓》中排名第438位。閭丘姓源自於古時邾國一個叫閭丘的地方，當地居民以其地名為氏，遂稱閭丘氏。明、清以後，許多人改姓為呂或邱者，但依舊有以閭丘氏為姓者。

## 延伸阅读
[在维基数据编辑]
 《百家姓》
 《欽定古今圖書集成·明倫彙編·氏族典·閭丘姓部》，出自陈梦雷《古今圖書集成》